# Piedimonte San Germano
Piedimonte San Germano (Përëmondë nel dialetto locale) è un comune italiano di 6 299 abitanti della provincia di Frosinone nel Lazio.

## Origine del nome
Il nome "piedimonte" deriva dalla posizione geografica del comune. Trovandosi infatti ai piedi del monte la sua denominazione ne è stata influenzata.

## Storia

### Simboli
Nello stemma di Piedimonte San Germano è rappresentato un castello di tre torri sulla cima di un colle in mezzo fra quello di Sant'Amasio e quello di Santa Maria; il tutto accompagnato in capo da tre stelle.

### Onorificenze
.

## Società

### Evoluzione demografica
Abitanti censiti

### Religione
La popolazione professa per la maggior parte la religione cattolica nell'ambito della diocesi di Sora-Cassino-Aquino-Pontecorvo.
È inoltre presente sul territorio comunale, una Chiesa Cristiana Evangelica di denominazione pentecostale delle Assemblee di Dio in Italia.

## Economia
Dal 1972 ospita lo Stabilimento FCA di Cassino in cui vengono assemblati i modelli di segmento C come la Alfa Romeo Giulietta e segmento D come la Alfa Romeo Giulia e la Alfa Romeo Stelvio.
Di seguito la tabella storica elaborata dall'Istat a tema Unità locali, intesa come numero di imprese attive, ed addetti, intesi come numero di addetti delle imprese locali attive (valori medi annui).
|                        | 2015                  |                              |                            |                |                       |                     | 2014                  |                | 2013                  |                |
| ---------------------- | --------------------- | ---------------------------- | -------------------------- | -------------- | --------------------- | ------------------- | --------------------- | -------------- | --------------------- | -------------- |
|                        | Numero imprese attive | % Provinciale Imprese attive | % Regionale Imprese attive | Numero addetti | % Provinciale Addetti | % Regionale Addetti | Numero imprese attive | Numero addetti | Numero imprese attive | Numero addetti |
| Piedimonte San Germano | 342                   | 1,02%                        | 0,08%                      | 5.798          | 5,44%                 | 0,38%               | 377                   | 5.406          | 370                   | 5.739          |
| Frosinone              | 33.605                |                              | 7,38%                      | 106.578        |                       | 6,92%               | 34.015                | 107.546        | 35.081                | 111.529        |
| Lazio                  | 455.591               |                              |                            | 1.539.359      |                       |                     | 457.686               | 1.510.459      | 464.094               | 1.525.471      |

Nel 2015 le 342 imprese operanti nel territorio comunale, che rappresentavano lo 1,02% del totale provinciale (33.605 imprese attive), hanno occupato 5.798 addetti, lo 5,44% del dato provinciale; in media, ogni impresa nel 2015 ha occupato poco meno di diciassette addetti (16,96).

## Infrastrutture e trasporti

### Ferrovie
Piedimonte San Germano è servita dalla Stazione di Piedimonte-Villa Santa Lucia-Aquino.

### Strade
Piedimonte San Germano è servita, tramite circa quattro svincoli, dalla Strada statale 6 Via Casilina, attraverso i quali, si ha l'ingresso, sia nella zona centrale, che in quella periferica al comune.

## Amministrazione
Nel 1927, a seguito del riordino delle circoscrizioni provinciali stabilito dal regio decreto n. 1 del 2 gennaio 1927, per volontà del governo fascista, quando venne istituita la provincia di Frosinone, Piedimonte San Germano passò dalla provincia di Caserta a quella di Frosinone.

### Altre informazioni amministrative
- L'amministrazione comunale partecipa all'Unione di comuni denominata Unione Cinque Città.[7]

- Fa parte della Comunità montana Valle del Liri.

### Gemellaggi
- Podkowa Leśna, dal 2002[8]
- Ceków-Kolonia, dal 2021

## Sport

### Atletica leggera
- Atletica Amatori FIAT Cassino.[9]

### Tennis
È presente un circolo affiliato alla Federazione Italiana Tennis: Circolo Tennis FIAT Cassino.